# Guggenheimstipendiet

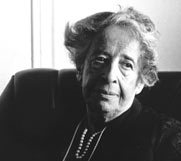
Hannah Arendt, stipendiat 1952.

Guggenheimstipendiet är ett amerikanskt stipendium som utdelas av Solomon R. Guggenheim Foundation. Stipendiet skapades 1925 av makarna Simon och Olga Guggenheim till minnet av sin döda son. Stipendiet utdelas till individer som anses ha exceptionell talang  inom någon konstform. Dessa ska vara mitt i karriären och ha en lovande framtid inom deras område. Stipendiebeloppet varierar men är normalt mellan 30 000 och 45 000 dollar.

## Stipendiater i urval
Runt 170 personer får ta emot stipendiet varje år. Här är några kända stipendiater genom åren.
- Linus Pauling, 1926
- Kenneth Bainbridge, 1933
- Robert Penn Warren, 1939
- B.F. Skinner, 1942
- John Wheeler, 1945
- Roman Jakobson, 1946
- Golo Mann, 1951
- Hannah Arendt, 1952
- Thomas Kuhn, 1954
- John Kenneth Galbraith, 1955
- Edward Chamberlin, 1958
- Willis E. Lamb, 1960
- Harold Bloom, 1962
- Donald Hall, 1963
- Otto Kirchheimer, 1964
- Gerard Debreu, 1968
- Joseph Stiglitz, 1969
- Anne Sexton, 1969
- Ornette Coleman, 1974
- Friedrich von Hayek, 1974
- Edward O. Wilson, 1975
- Erving Goffman, 1977
- Lynn Margulis, 1978
- Martha Nussbaum, 1980
- Ntozake Shange, 1981
- Margaret Atwood, 1981
- Ed Sanders, 1983
- Annie Dillard, 1985
- Jamaica Kincaid, 1985
- Julie Taymor, 1989
- Art Spiegelman, 1990
- Teresa de Lauretis, 1992
- Benny Golson, 1994
- Robert Nozick, 1996
- Jared Diamond 1998

### Fotnoter
1. ↑  ”Guggenheim Fellows For 2023 Announced; These Universities Had The Most Winners”. Forbes. 8 april 2023. https://www.forbes.com/sites/michaeltnietzel/2023/04/08/guggenheim-fellows-for-2023-announced-these-universities-had-the-most-winners/. Läst 7 augusti 2023.
2. ↑  ”John Simon Guggenheim Memorial Foundations hemsida”. https://www.gf.org/. Läst 7 augusti 2023.